# Thomas Young (obstetra)
Thomas Young (10 de marzo de 1725 - 5 de febrero de 1783) fue un cirujano y obstetra de Edimburgo que fue profesor de partería en la Universidad de Edimburgo. Fue el primer titular de ese cargo en impartir un curso de conferencias sobre partería. En 1755 financió la creación de una sala de reposo en la Royal Infirmary de Edimburgo, la primera de su tipo en Escocia y una de las primeras en Gran Bretaña. Además de dar conferencias a estudiantes de medicina, dio conferencias a parteras y les proporcionó certificación. En 1756 fue elegido diácono o presidente de la Incorporación (más tarde Royal College) de Cirujanos de Edimburgo.

## Primeros años de vida y educación
Thomas Young nació el 10 de marzo de 1725. Era el hijo menor de Janet (de soltera Ross) y su esposo George Young (1692-1757), un cirujano de Edimburgo que más tarde se convirtió en médico y es mejor conocido por su empirismo y contribuciones a la filosofía. Thomas Young se matriculó en la Facultad de Artes de la Universidad de Edimburgo en 1741 y nuevamente en 1742.

## Carrera
En mayo de 1745, Young fue nombrado cirujano de regimiento en el (55.º) Regimiento de Infantería de Lee. En esta capacidad sirvió en la batalla de Prestonpans, donde fue hecho prisionero tras la derrota del ejército gubernamental del general Sir John Cope. Muchos de los heridos en la batalla fueron atendidos en la recién construida Royal Infirmary de Edimburgo y Young, a pesar de su condición de prisionero, estuvo entre los cirujanos que los trataron. Dejó el ejército en 1750 y se instaló en la práctica quirúrgica en Edimburgo.
Young se convirtió en Freeman (miembro) de la Incorporación de Cirujanos de Edimburgo en 1751 y ese mismo año comenzó a dar conferencias sobre partería en la Universidad de Edimburgo. En 1756 fue nombrado profesor de Partería en la universidad. Ninguno de los dos primeros titulares de la cátedra, Joseph Gibson y Robert Smith, había dado conferencias, lo que convirtió a Young en el primero en dar conferencias de obstetricia en Edimburgo. Su curso constaba de unas 50 conferencias y sobreviven copias de las notas de estas tomadas por los estudiantes. También dio conferencias a parteras y se entregaron certificados a quienes asistieron. El certificado otorgado a Margaret Reid en 1768 dice:

These are to certify that Margaret Reid attended three courses of my lectures upon the theory and practice of midwifery and also in the Lying-in ward in the Royal Infirmary ... by which means she had the opportunity of operating in all the different sorts of births.
[Estos son para certificar que Margaret Reid asistió a tres cursos de mis conferencias sobre teoría y práctica de partería y también a la sala de reposo del Royal Infirmary ... por lo que tuvo la oportunidad de operar en todos los diferentes tipos de nacimientos.]

Young tenía riqueza personal como resultado del negocio cervecero de su familia y en 1755 pagó por «instalar y amueblar» una sala de descanso con cuatro camas en el ático de la Royal Infirmary, la primera instalación de este tipo en Escocia. En 1761 recibió el título de médico de la universidad por una tesis titulada De Lacte, un análisis de las propiedades de la leche y su uso en el tratamiento. Al año siguiente se convirtió en miembro del Royal College of Physicians de Edimburgo.
Fue diácono o presidente de la Incorporación de Cirujanos en 1756-1757. En 1780 se convirtió en profesor adjunto de Partería, compartiendo la cátedra con Alexander Hamilton (1739-1802). Young invirtió parte de su riqueza en el desarrollo inmobiliario, construyendo varias casas grandes en lo que inicialmente se llamó Young Street, luego rebautizada como New Street, donde vivió más tarde.

## Familia y años posteriores
Su hermano mayor, George Young, tenía la intención de seguir la carrera de medicina y se matriculó en la Universidad de Leiden en 1739. Se casó con Margaretha Cassa en 1739 en contra de los deseos de sus padres y su padre le ordenó que regresara a Edimburgo, lo cual hizo, abandonando a su esposa. Su padre impuso una declaración de silencio u orden de silencio y George hijo pasó a la clandestinidad. Posteriormente se divorció de su esposa y no parece haber continuado su carrera médica.
El 5 de marzo de 1754, Thomas Young se casó con Barbara Gibson. No tuvieron hijos. Thomas Young murió el 5 de febrero de 1783 y está enterrado en el cementerio de Greyfriars, Edimburgo.